# Hersby vattentorn

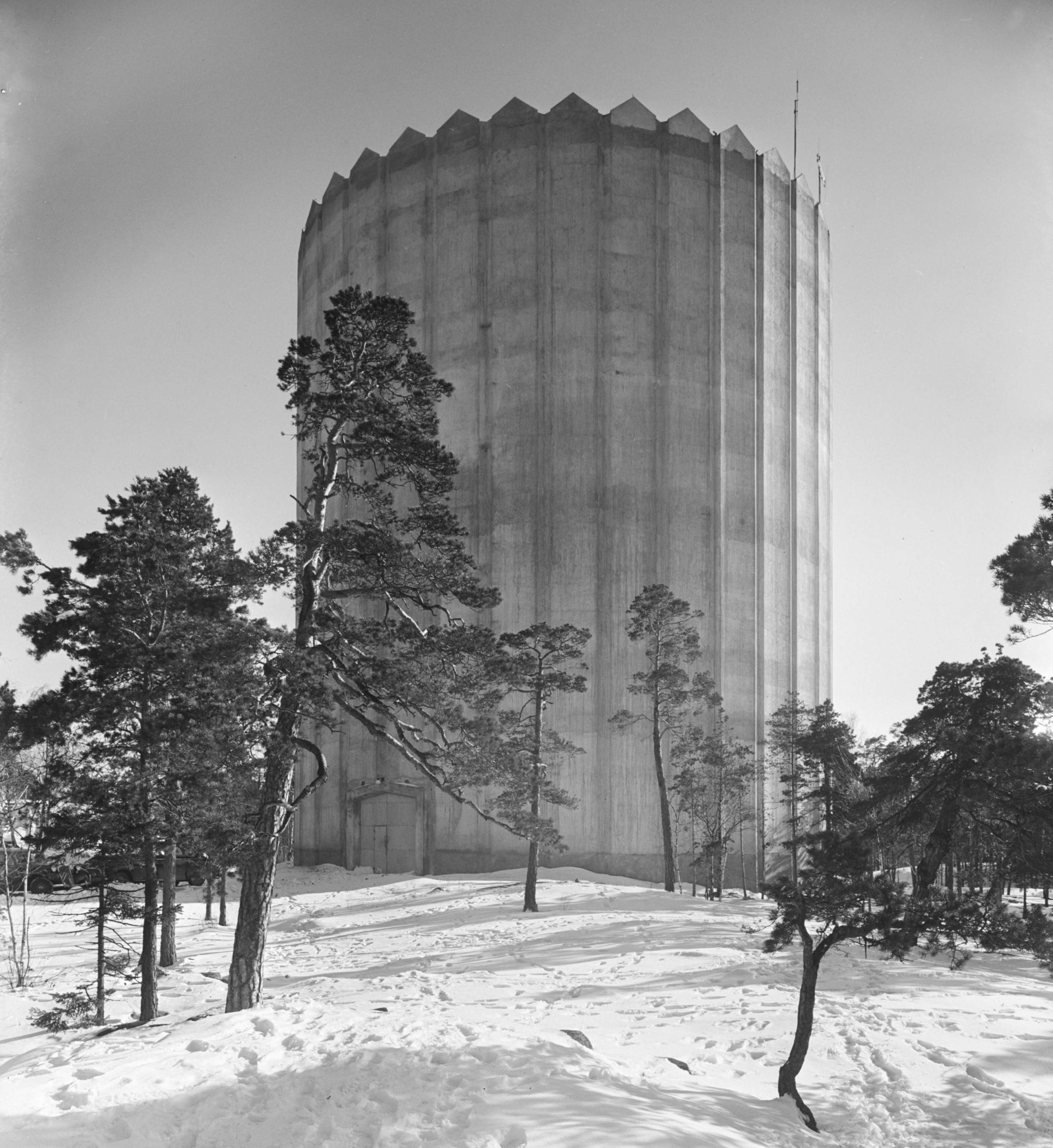
Tornet på 1950-talet.

Hersby vattentorn är ett vattentorn som är beläget vid Vattentornsvägens slut (tidigare Högbergsstigen) i kommundelen Mosstorp i Lidingö kommun.

## Historik

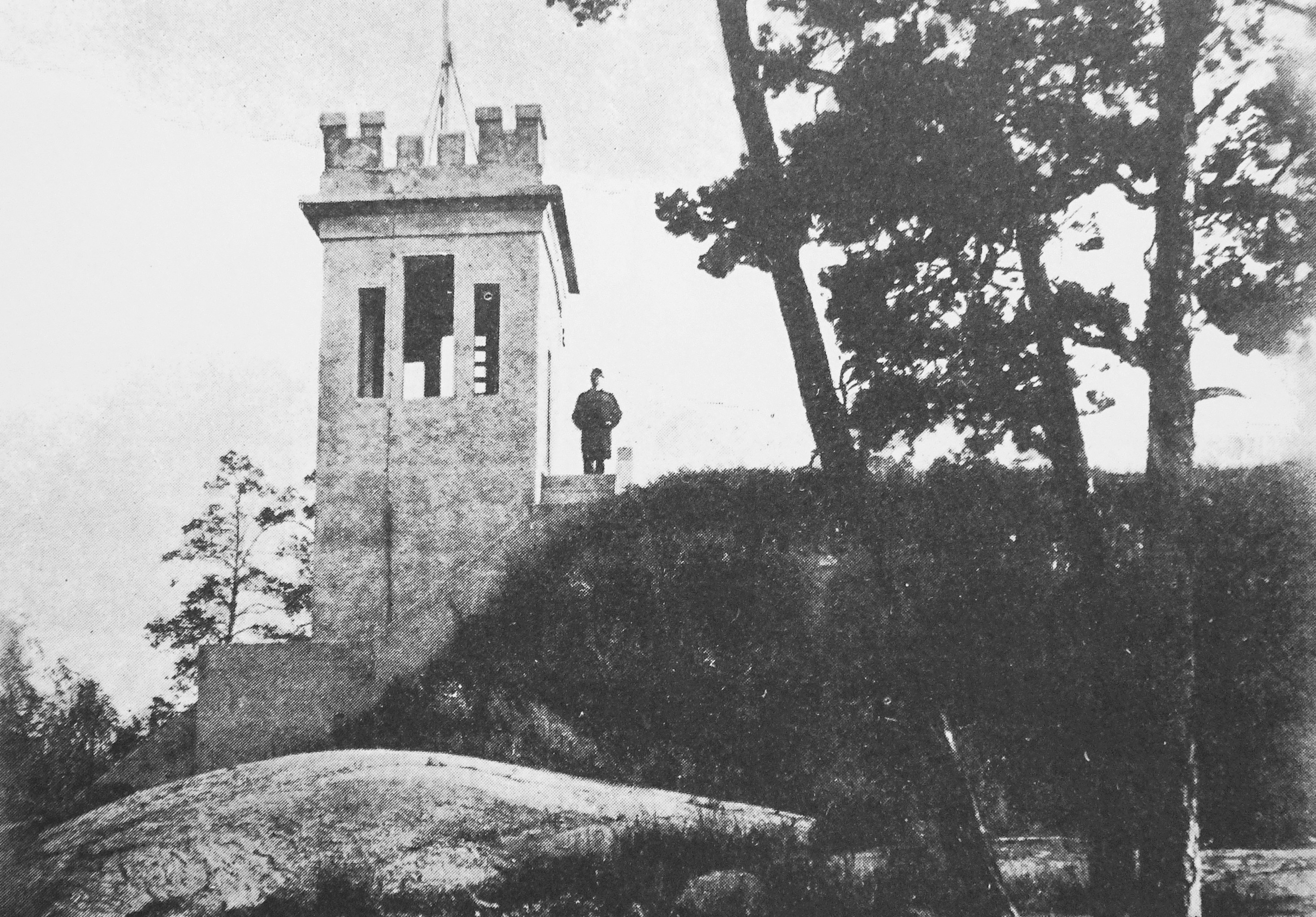
Lidingö villastads vattenreservoarer med utsiktstorn, 1911.

Redan långt före Hersby vattentorn fanns här, i kvarteret Högvattnet, en vattenreservoar. Den bestod av två bassänger som tillsammans rymde 1 000 m³ vatten. Vattnet kom från tre pumpstationer i den då nybildade Lidingö villastad. Enligt en samtida reklambroschyr fanns tre djupborrade brunnar på olika platser i villastaden. De var 28, 55 och 62 meter djupa och levererade omkring 25 600 liter ”kristallklart” vatten i timmen. Man poängterade även den höga halten radium i vattnet som ansågs vara hälsobringande. Intill reservoaren restes också ett utsiktstorn från vilket man hade ”den vackraste utsikten över Stockholm och Lidingö”.

## Beskrivning

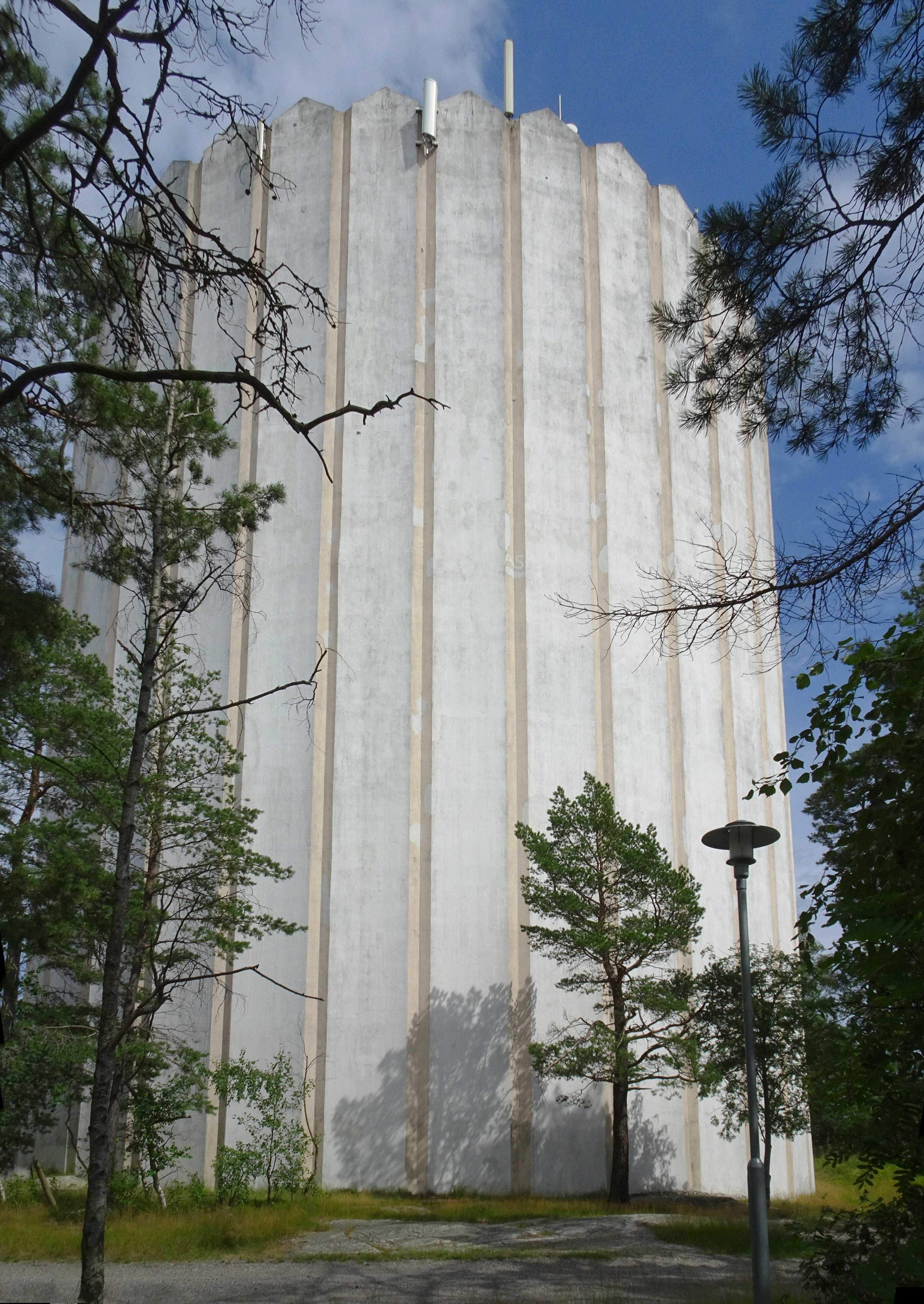
Tornet i juli 2021.

Hersby vattentorn uppfördes 1949-1950 på en 53 meter hög kulle belägen mellan Hersby och Mosstorp. Arkitekt och projektör var Vattenbyggnadsbyrån (VBB) som var specialiserat på denna typ av projekt. Uppdragsgivare var Lidingö stad och entreprenör var AB Armerad Betong. Byggnaden är en betongkonstruktion med cylindrisk form och vertikal betonat fasadstruktur samt en krona-liknande avslutning upptill. 
Cisternen rymmer 3 000 m³. Högsta vattennivån i cisternen ligger 27 meter över mark, totalt 80 meter över havet. Vattnet kommer via en huvudvattenledning från Stockholm som i sin tur tar sitt vatten från Mälaren där det renas i Norsborgs och Lovö vattenverk.
Hersby vattentorn är ett av Lidingös tre vattentorn. De båda andra ligger i kommundelarna Käppala och Näset, båda invigda i början av 1960-talet. Tillsammans har Lidingös tre vattentorn en total volym av 11 000 m³ dricksvatten. Vattentornen utjämnar trycket i vattenledningarna och fungerar som brandvattenreserv.